# Juana de la Concepción
Pour les articles homonymes, voir La Concepción et Concepción.
Sœur Juana de la Concepción, née Juana de Maldonado y Paz en 1598 à Santiago de los Caballeros de Guatemala, morte en 1666 à Santiago de Guatemala, est une religieuse, écrivaine et poétesse guatémaltèque.
Elle est considérée comme l'une des figures les plus intéressantes et les plus controversées de Santiago de Guatemala, alors capitale de la capitainerie générale du Guatemala, pendant la première moitié du XVIIe siècle. Elle connaît la renommée en tant que poétesse au début du XVIIe siècle, selon le frère et voyageur anglais Thomas Gage,.
Sœur Juana prononce ses vœux de religieuse en 1619 et elle vit jusqu'à sa mort en 1666 au couvent de la Conception à Santiago de Guatemala. Elle est réputée pour être une excellente musicienne, poétesse et écrivaine. Elle est parfois comparée au poète mexicain Juana Inés de la Cruz.
Son historicité, auparavant mise en doute, est démontrée par les historiens de 1948 à 2014.

## Biographie
La vie de Juana de la Concepción est connue principalement à travers les écrits du frère dominicain anglais Thomas Gage, mort en 1656.

### Jeunesse
Sœur Juana est née Juana de Maldonado y Paz en 1598 à Santiago de los Caballeros de Guatemala, alors la capitale de la contrée, et actuelle Antigua Guatemala,. Elle est la seule fille de Juan de Maldonado y Paz, qui était un oidor (juge) de la Réelle Audiencia, et de Concepción de Quintanilla. Elle a un frère nommé Diego,. Elle est très jeune lorsque sa mère meurt,. L'éducation de Juana de Maldonado surpasse l'éducation que reçoivent habituellement les femmes de cette époque.
La jeunesse de Juana de Maldonado est marquée par une controverse sur un portrait d'elle et de sa famille. Entre 1611 et 1613, le peintre guatémaltèque Francisco Montúfar l'a peinte en sainte Lucie, avec son père comme saint Jean-Baptiste et son cousin Pedro Pardo comme saint Étienne,,. Le tableau les représentant est posé au-dessus des autels et transporté en procession. Cela occasionne un scandale dans la ville,. En 1615, Rodrigo de Villegas, le chanoine de la cathédrale d'Antigua du Guatemala et représentant du Saint Office au Guatemala, les dénonce à Felipe Ruiz del Corral, le commissaire de l'Inquisition espagnole au Mexique, comme ayant commis un sacrilège. Il allègue que Juana de Maldonado est de naissance illégitime et qu'il est inapproprié pour elle d'être représentée comme une sainte. Le père de Juana de Maldonado montre alors au tribunal de l'Inquisition que la plainte est motivée par un désir de vengeance personnelle, étant donné qu'il avait précédemment dénoncé Villegas et l'avait fait mettre en prison,,.

### Entrée au monastère de l'Immaculée Conception

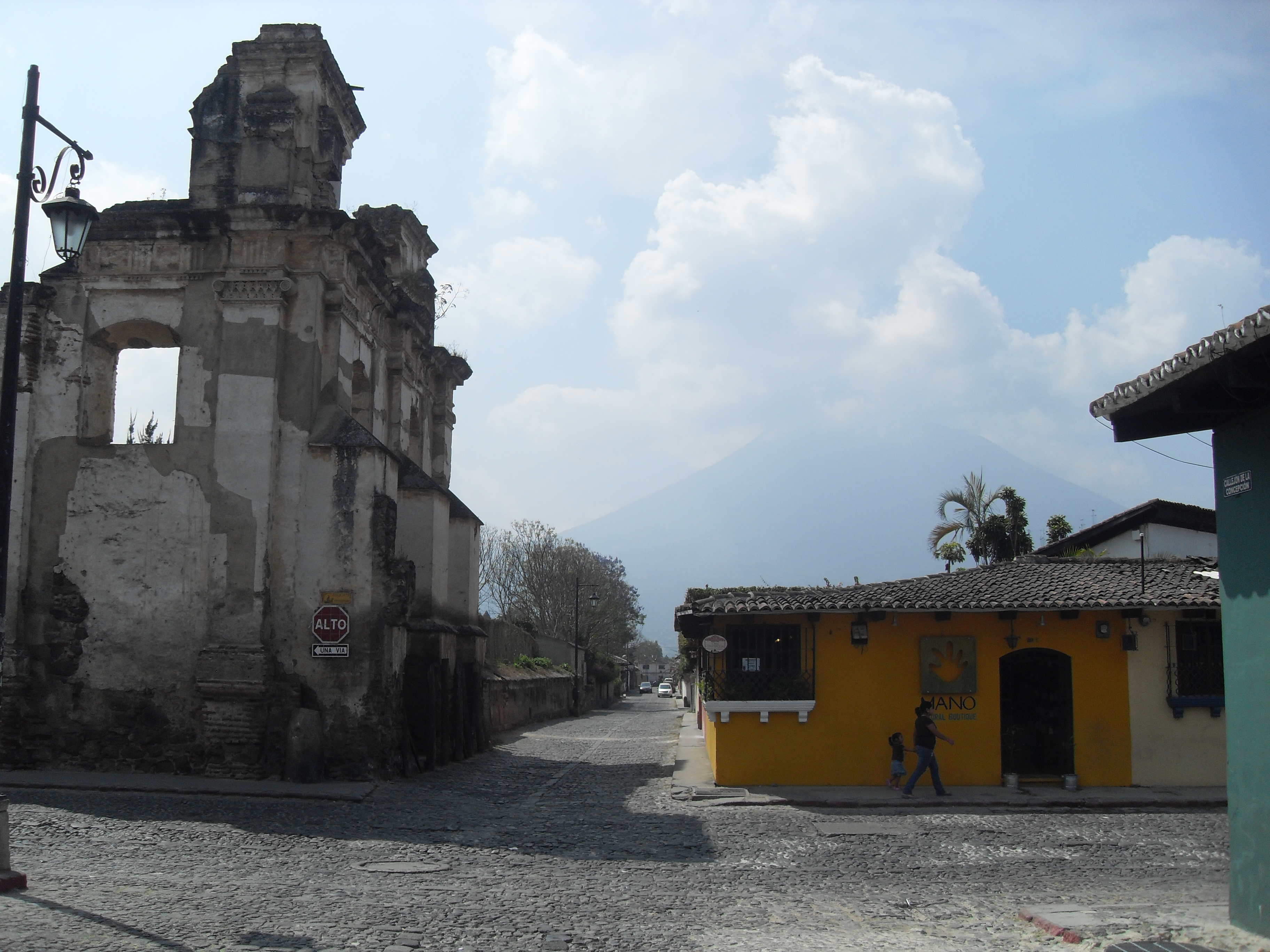
Le couvent de la Conception, à Antigua Guatemala, détruit par un tremblement de terre en 1773.

Juana de Maldonado décide de s'isoler dans un couvent et de devenir religieuse, ce qui lui permet de se consacrer pleinement aux activités artistiques et intellectuelles. Elle entre en tant que novice au Monastère de l'Immaculée Conception de Marie (Monasterio de la Inmaculada Concepción de María) - aujourd'hui connu sous le nom de Couvent de la Conception (Convento de la Concepción) - à Santiago de los Caballeros. Elle y prononce ses vœux de religion le 27 décembre 1619, prenant le nom de sœur Juana de la Concepción. Elle ne pas paye pas de dot en entrant dans le monastère, comme il était d'usage à l'époque, peut-être parce que ses services en tant que musicienne permettent de l'exempter du paiement de la dot.
Le couvent de l'Ordre de l'Immaculée Conception est la première institution pour les religieuses au Guatemala, ayant été fondé en 1578 par un abbé et trois religieuses venues d'un couvent mexicain. Pendant trente ans, c'est le seul monastère féminin de la région.
Selon le chroniqueur Thomas Gage, qui a visité Santiago de nombreuses années plus tard, l'église du couvent - située aujourd'hui à la sortie d'Antigua Guatemala - possédait une précieuse collection artistique. Pendant cette période, environ 1 000 femmes vivent au couvent, en comprenant les religieuses, les novices, les femmes de chambre et les esclaves.
Le père de Sœur Juana fait construire les appartements d'habitation de sa fille à l'intérieur du couvent ; ils sont connus pour leur opulence. Leur plan a survécu. Au XVIIe siècle, il y avait deux types de moniales: les moniales déchaussées (descalza) et les moniales urbaines (urbanista). Sœur Juana était une religieuse urbaine.
Les appartements de sœur Juana sont toujours remplis de poètes, de peintres et d'écrivains, attirés par sa beauté et par sa personnalité fascinante. Elle est réputée pour avoir eu la meilleure collection d'instruments de musique de la ville, une bibliothèque complète et une somptueuse chapelle privée. Sa vie d'art et d'érudition est connue dans tout Santiago. L'écrivain guatémaltèque Máximo Soto Hall, dans son roman biographique de 1938 sur Sœur Juana, l'appelle « La divine recluse ». Les personnages les plus distingués de la ville, y compris l'évêque frère Juan de Zapata y Sandoval, se réunissent dans ses appartements pour le divertissement musical et littéraire. Au XVIIIe siècle, un petit palais baroque est construit au-dessus de la maison de sœur Juana dans le couvent ; ce palais a été restauré au XXIe siècle.
Le père de sœur Juana est appelé à servir la couronne espagnole au Mexique, laissant à partie de 1636 sa fille au Guatemala. Pendant cette période, sœur Juana connaît des difficultés économiques ; elle ne peut pas payer la dot au couvent et elle n'a pas d'argent pour payer les bougies pour son logement et sa sacristie. Après les efforts de son père et en se basant sur les mérites d'elle et de son père, la Couronne a décidé de lui accorder une pension annuelle de 500 tostones (pièces d'argent) pour couvrir ses dépenses,.
Thomas Gage raconte en 1648 que Juan de Zapata y Sandoval, l'un des admirateurs de sœur Juana, la nomma abbesse du couvent - passant au-dessus de religieuses de plus grand mérite et d'âge - et que cela provoqua un scandale dans le couvent. Cependant, aucune document fiable n'atteste cet événement supposé. Un document indique que la nomination en 1632 d'une autre religieuse, sœur Juana de la Trinidad, comme abbesse, est annulée par l'évêque de l'époque Agustín Ugarte y Savaria, qui est arrivé au Guatemala cette année-là, au motif que cette nomination n'est pas correctement documentée par le couvent. Il existe également un document montrant que sœur Juana a le statut d'abbesse en 1665.
En tant qu'abbesse, sœur Juana est chargée de rapporter périodiquement les activités du couvent à l'évêque et de lui demander les autorisations nécessaires.

### Maladie et mort
Au début de 1665, avant d'être installée abbesse, sœur Juana tombe malade et demande l'autorisation de vendre une esclave qui lui appartenait pour payer les frais qu'elle a engagés. De même, elle met en gage un diamant en 1667 pour payer l'argent qu'elle doit au couvent.
Malgré des indications contradictoires sur l'année de la mort de sœur Juana,, la recherche la plus récente situe sa mort en 1666. À la fin de 1668, les nouveaux abbés du couvent écrivirent à l'évêque pour l'informer de la vente des appartements qui avaient appartenu au père de sœur Juana ; la vente était motivée par la nécessité de payer les dettes de sœur Juana après sa mort.

## Historicité
Jusqu'en 1948, on pensait que Sœur Juana était une invention de Thomas Gage, mais son historicité a été confirmée lorsque l'historien Ernesto Chinchilla Aguilar a retrouvé la plainte relative à son apparition en tant que sainte Lucía dans une des premières peintures à l'huile. On pense que la peinture à l'huile elle-même a été conservée au moins jusqu'aux années 1970. En 1972, José Manuel Montúfar Aparicio, membre de l'Académie guatémaltèque de géographie et d'histoire, a publié le livre Los pintores Montúfar en la Ciudad de Santiago de Guatemala en el siglo xvii (Les peintres de Montúfar dans la ville de Santiago de Guatemala au XVIIe siècle), qui comprend une photographie de cette toile. Cependant, l'œuvre a ensuite été découpée en plusieurs parties par une personne inconnue et vendue en pièces à des collectionneurs étrangers.
De plus, Luz Méndez de la Vega a découvert une copie complète d'un auto sacramental de Noël (un type d'œuvre dramatique) attribué à Sœur Juana, intitulé Entretenimiento en Obsequio de la Guida a Egicto,. Ce travail est étudié parce que ses personnages incluent non seulement la Vierge Marie, mais surtout un homme et une femme indigènes comme si la scène se passe au Guatemala. Cette pièce a été utilisée pour essayer de comprendre le rôle des peuples autochtones à cette époque. Des recherches en 2014 ont indiqué que cette œuvre n'est pas une œuvre originale de Sœur Juana, mais plutôt une œuvre musicale qui avait été commandée pour le couvent.
Plus récemment, en 2014, Coralia Anchisi de Rodríguez, chercheuse à l'université Francisco Marroquín, a approfondi les recherches sur l'existence historique de Sœur Juana de Maldonado.

## Œuvres attribuées à Sœur Juana
En raison de leur vœu d'humilité, les religieuses du XVIIe siècle n'étaient pas autorisées à écrire sur des sujets non théologiques. Sœur Juana a écrit certains rapports à l'évêque en tant qu'abbesse décrivant la vie au couvent, mais ceux-ci n'ont pas de valeur littéraire.
La première référence moderne aux écrits de sœur Juana se trouve dans l'Historia de la imprenta en Guatemala de Víctor Miguel Díaz en 1930, dans laquelle celui-ci déclare que sœur Juana a écrit El ángel de los forasteros à la demande de prêtres qui lui ont demandé d'enregistrer ses impressions sur la vie au couvent. Deux autres historiens guatémaltèques, Ricardo Toledo Paloma et Mariano López Mayorical, ont mis au jour des documents du XVIIe siècle démontrant son existence, et ils ont présenté des écrits qui lui étaient attribués. Parmi les œuvres que Mariano Mayorical attribue à Sœur Juana se trouvent les poèmes suivants :
- Letra con estribillo a la Inmaculada Concepción ;
- A los santos reyes ;
- Al divino esposo ;
- Para las despedidas ;
- Versos para la pascua ;
- Para el Día de los Inocentes ;
- Oda a San Antonio.

## Sœur Juana en littérature
Sœur Juana apparaît comme personnage dans plusieurs œuvres littéraires, dont les romans La divina reclusa (La recluse divine) de Máximo Soto Hall (1938) et Los Nazarenos de José Milla y Vidaurre (1867). Elle apparaît également dans un chapitre de Memorias de fuego, I: Los nacimientos (1982) par Eduardo Galeano.